# Çiprian Nika
Çiprian Nika (Escodra, 19 de junho de 1900 – 11 de março de 1948) foi um franciscano albanês, professor e publicitário. O processo diocesano para sua beatificação foi iniciado em 10 de novembro de 2002 pelo cardeal Crescenzio Sepe, naquela época chefe da Congregação para a Evangelização dos Povos durante a Eucaristia na Catedral de Santo Estêvão (Escodra). Nika foi canonizado em 5 de novembro de 2016, na praça em frente à catedral. 